# 菲希滕赫厄
菲希滕赫厄（德語：Fichtenhöhe）是德国勃兰登堡州的市镇，隶属于梅尔基施-奥得兰县，总面积为22.91平方千米，截至2020年总人口为509人。